# Helli
Helli eller Helly är en kortform av det grekiska kvinnonamnet Helena som betyder fackla. tyskt kvinnonamn som är sammansatt av ord som betyder ädel och ljus. Namnet har funnits i Sverige sedan 1600-talet.
Den 31 december 2014 fanns det totalt 204 kvinnor folkbokförda i Sverige med namnet Helli, varav 125 bar det som tilltalsnamn. Motsvarande siffror för Helly var 77 respektive 44.
Namnsdag: saknas